# Walter Maurer
Walter Maurer (né le 9 mai 1893 à Kenosha et mort le 18 mai 1983 à Chicago) est un lutteur sportif américain.

## Biographie
Walter Maurer obtient une médaille de bronze olympique, en 1920 à Anvers en poids mi-lourds.